# Інгулець-2
Футбольний клуб «Інгулець-2» — футбольний клуб із смт Петрове Кіровоградської області. Фарм-клуб «Інгульця».

## Історія клубу
«Інгулець-2» був заснований 2015 року після того, як «Інгулець» отримав професійний статус, а його фарм-клуб продовжив виступи в аматорському чемпіонаті України 2015 року. Після цього клуб виступав у аматорському кубку України 2015 року та чемпіонаті України серед аматорів 2016 року.
За підсумками сезону 2015/16 «Інгулець» вийшов до першої ліги, після чого «Інгулець-2» був заявлений до другої ліги і отримав професійний статус, а в аматорський чемпіонат на наступний сезон заявили «Інгулець-3».
З літа 2018 року команду «Інгулець-2» було розформовано.

## Досягнення
- Кубок України серед аматорів 2015 — 1/4 фіналу.

## Виступи в чемпіонатах України
| Сезон   | Ліга      | М       | І  | В  | Н | П  | ГЗ | ГП | О  | Кубок України  | Примітка            |
| ------- | --------- | ------- | -- | -- | - | -- | -- | -- | -- | -------------- | ------------------- |
| 2016–17 | Друга     | 6 з 17  | 32 | 14 | 8 | 10 | 50 | 33 | 50 | не бере участі |                     |
| 2017–18 | Друга «Б» | 10 з 12 | 33 | 4  | 7 | 22 | 29 | 70 | 19 | не бере участі | Знявся після сезону |

## Відомі гравці
- Денис Завгородній
- Микола Кобець
- Максим Покотилюк